# سام لافي
سام لافي (بالإنجليزية: Sam Levy)‏ هو شخصية أعمال وسياسي زيمبابوي، ولد في 1929 في كويكوى في زيمبابوي، وتوفي في 2012.